# Бомбейский феномен

Отличия структуры агглютиногена на поверхности эритроцитов при феномене (справа внизу) — в структуре антигена отсутствует молекула фукозы

Бомбейский феномен (система групп крови Бомбей, или H) является видом неаллельного взаимодействия (рецессивный эпистаз) гена h с генами, отвечающими за синтез агглютиногенов группы крови системы AB0 на поверхности эритроцитов. Впервые данный фенотип был обнаружен доктором Бхенде (Y. M. Bhende) в 1952 году в индийском городе Бомбее, давшем название этому явлению.

## Открытие
Открытие было совершено во время исследований, связанных со случаями массовой малярии, после того, как у трёх людей было установлено отсутствие необходимых антигенов, по которым обычно определяют принадлежность крови к той или иной группе. Есть предположение, что возникновение такого феномена связано с частыми близкородственными браками, которые в этой части земного шара традиционны. Возможно, именно по этой причине в Индии количество людей с таким типом крови составляет 1 случай на 7600 человек, при среднем для населения Земли показателе 1:250 000.

## Описание
У людей, у которых данный ген находится в состоянии рецессивной гомозиготы hh, на мембране эритроцитов не синтезируются агглютиногены. Соответственно, на таких эритроцитах не образуются агглютиногены A и B, поскольку нет основы для их образования. Это приводит к тому, что носители данного типа крови являются универсальными донорами — их кровь может переливаться любому человеку, которому она нужна (естественно, с учетом резус-фактора), но в то же время им самим может переливаться исключительно кровь людей с таким же «феноменом».

## Распространение
Количество людей с данным фенотипом составляет примерно 0,0004 % от общей численности населения, однако в некоторых местностях, в частности в Мумбаи (прежнее название — Бомбей), их численность составляет 0,01 %. 
Учитывая исключительную редкость данного типа крови, его носители вынуждены создавать собственный банк крови, поскольку в случае необходимости экстренного переливания получить необходимый материал будет практически неоткуда. Актуальность искусственной крови также сильно повышается для людей с данным фенотипом.